# 30409 Piccirillo
30409 Piccirillo è un asteroide della fascia principale. Scoperto nel 2000, presenta un'orbita caratterizzata da un semiasse maggiore pari a 2,5971225 UA e da un'eccentricità di 0,1229188, inclinata di 2,19555° rispetto all'eclittica.